# لغة رومانسية إفريقية
اللغة الرومانسية الإفريقية أي اللغة اللاتينية الإفريقية  هي لغة رومانسية منقرضة المفترض أنها نطق بها في مقاطعة أفريكا الرومانية خلال أواخر الإمبراطورية الرومانية وأوائل الإمبراطورية البيزنطية، قبل انضمام المنطقة إلى الخلافة الأموية سنة 696. وقليلاً ما يعرف عن هذه اللغة حيث أن النصوص والنقوش كانت مكتوبة حصراً باللغة اللاتينية الفصحى.
يفترض أن اللغة الرومانسية الإفريقية تطورت عن اللغة اللاتينية حيث أنها كانت تُتحدث في شمال إفريقيا قبل الفتح الإسلامي للمغرب حين حلت محلها اللغة العربية.

## خلفية

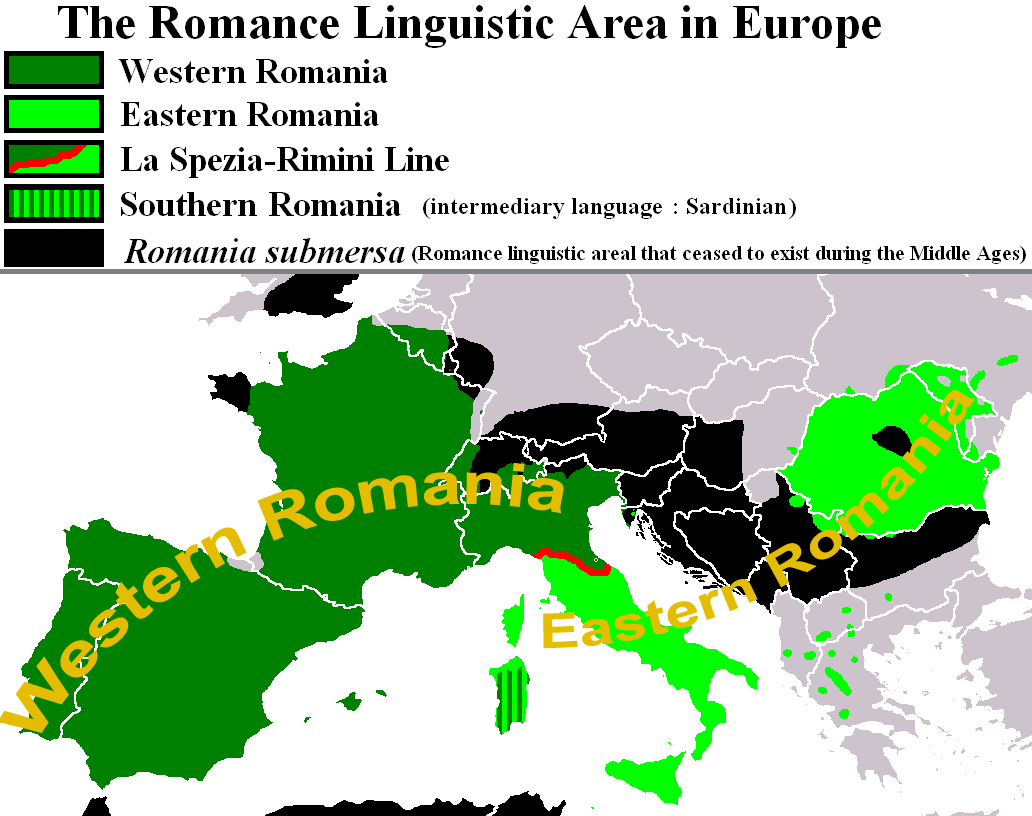
خريطة تبين انتشار المنطقية اللغوية الرومنسية في أوروبا شمال أفريقيا حيث كانت الرومانسية الأإفريقية منتشرة هناك

مقاطعة إفريكا الرومانية أسست سنة 146 ق. م عقب سقوط قرطاج في الحروب البونية الثالثة حين دمرها الرومان تدميرا ثم رمموها كمستعمرة رومانية خلال حكم يوليوس قيصر. في عصر الإمبراطورية الرومانية، أصبحت المقاطعة كثيفة السكان وثرية، وقرطاج كانت ثاني أكبر مدينة ناطقة باللغة اللاتينية في أرجاء الإمبراطورية. مع ذلك، فلم تكن اللغة اللاتينية إلا لغة حضرية وساحلية؛ اللغة البونية القرطاجية ظلت منطوقة في الأرياف والمناطق الداخلية، وفي بعض هذه الأماكن ظلت منطوقة حتى القرن الخامس. من المرجح أن بعض اللغات الأمازيغية كانت تنطق في بعض المناطق كذلك.
أحتلت القبيلة الألمانية الوندال أراضي مقاطعة أفريكا السابقة من سنة 429 إلى 534، أي لمدة تفوق مائة عام، حين غزاها الإمبراطور البيزنطي جستينيان الأول. التغييرات التي حدثت في اللاتينية المنطوقة في ذاك الحين ليست معروفة؛ ولكن اللغة اللاتينية الفصحى ظلت على درجة عاليا كما تتضح في شعر الكاتب باللغة الاتينية من تلك الأراضي، كوريبوس.

## وصلة خار جية
- التعدد اللغوي بشمال إفريقيا عبر التاريخ